# Raverschoot
Raverschoot is een gehucht in de Belgische provincie Oost-Vlaanderen dat gelegen is op de grens van Adegem (Maldegem) en Eeklo. 

## Geschiedenis
De hoofdstraat maakte deel uit van de Antwerpse Heirweg die Brugge met Antwerpen verbond. Samen met het recentere Balgerhoeke maakte het kerkelijk deel uit van de parochie Adegem. Raverschoot was een heerlijkheid en had een vesting die in 1127, na de moord op Karel de Goede, werd platgebrand. Toen nieuwe woonkernen levensvatbaar bleken, gaf gravin Johanna van Constantinopel ze ook een nieuwe status, die ze in 1240 vastlegde in een stadskeure. Zo werd de helft van Raverschoot bij de Keure van Eeklo gevoegd.
Sinds 1858 ligt Raverschoot aan het Schipdonkkanaal, en daar bevindt zich ook een brug. Deze werd tijdens de Tweede Wereldoorlog vernield en in 1952 hersteld. Aan de brug bevindt zich een in 1992-1994 geplaatst monument ter herinnering aan de gesneuvelde "Carabiniers" tijdens de 18-daagse veldtocht in 1940.
In 1873 werd het café In 't Stadhuis van Raverschoot, aan de brug gelegen, geopend. Ook bevond zich in Raverschoot het neerhof van het Hof van Raverschoot. 